# Euonthophagus amieti
Euonthophagus amieti är en skalbaggsart som beskrevs av Yves Cambefort 1972. Euonthophagus amieti ingår i släktet Euonthophagus och familjen bladhorningar. Inga underarter finns listade i Catalogue of Life.